# Charentonne
Charentonne é um rio localizado na França.